# Colocleora bilobata
Colocleora bilobata är en fjärilsart som beskrevs av Claude Herbulot 1975. Colocleora bilobata ingår i släktet Colocleora och familjen mätare. Inga underarter finns listade i Catalogue of Life.